# 195 f.Kr.

## Händelser

### Efter plats

#### Karthago
- På grund av sina administrativa och konstitutionella reformer i Karthago blir Hannibal impopulär hos en viktig fraktion inom den karthagiska adeln och de avslöjar för romarna, att Hannibal har fått den seleukidiske kungen Antiochos III att ta till vapen mot romarna. Rom kräver att Karthago skall utlämna Hannibal, men han väljer att frivilligt gå i exil.

#### Seleukiderriket
- Spänningarna mellan Antiochos III och Rom ökar när Hannibal får asyl av Antiochos III i Efesos och blir dennes rådgivare.
- Efter att romarna har ingripit diplomatiskt avslutar Antiochos III äntligen sitt krig med Egypten. I fredsfördraget (Lysimachiafreden) övertar Antiochos III formellt styret över södra Syrien, som Ptolemaierna och Seleukiderna har stridit om i 100 år, och tar också över Egyptens territorier i Anatolien.

#### Romerska republiken
- Ett spanskt uppror mot den romerska konsolideringen av de före detta karthagiska kolonierna på Iberiska halvön slås ner av Marcus Porcius Cato ("Censoren"). Han undviker ett nederlag genom att betala keltibererna 200 talenter (omkring 120 000 denarer), en taktik, som blir starkt kritiserad. När Cato återvänder till Rom efterträds han som romersk guvernör av Spanien av Aemilius Paullus.
- Den romerska lyxlagen Lex Oppia, som inte enbart begränsar kvinnors äganderätt, men också deras möjlighet att visa upp sin rikedom, upphävs trots konsul Catos starka motstånd.

#### Grekland
- Slaget vid Gythion utkämpas mellan Sparta och en koalition bestående av Rom, Rhodos, det achaiska förbundet och Pergamon. Då hamnen vid Gythion är en viktig spartansk bas bestämmer sig de allierade för att erövra den, innan de avancerar inåt landet, till Sparta. Utanför staden möts romarna och achaierna av de pergamesiska och rhodesiska flottorna och sluter sig samman med dem. Spartanerna håller ut, men prokonsuln Titus Quinctius Flamininus anländer med 4.000 extraman. Då spartanerna står mot en alltför övermäktig armé bestämmer de sig att ge upp staden, på villkor att garnisonen får lämna den oskadd. På grund av detta tvingas Spartas tyrann Nabis överge det omkringliggande landet och retirera till staden Sparta. Senare samma år kapitulerar Sparta till de allierade.

#### Egypten
- Den grekiske vetenskapsmannen, kritikern och grammatikern Aristofanes från Byzantion blir huvudbiliotekarie vid biblioteket i Alexandria.

#### Kina
- Kinas huvudstad Chang'an tros bli världens största stad vid denna tid, då den går om Mauryarikets huvudstad Pataliputra.[1]

#### Korea
- Buyeos förste härskare Haemosu Dangun dör och efterträds på tronen av sin son Mosuri Dangun.

## Födda
- Mithridates I (eller Mithradates), "storkonung" av Partien från omkring 171 f.Kr. som kommer att göra Partien till en politisk stormakt och expandera riket västerut till Mesopotamien (död 138 f.Kr.)
- Publius Terentius Afer, romersk komedipjäsförfattare (född omkring detta år)

## Avlidna
- Han Gaozu (eller Gao), den förste kejsaren av den kinesiska Handynastin, som har härskat sedan 202 f.Kr. (född 256 eller 247 f.Kr.)